# 天柱山摩崖石刻
天柱山摩崖石刻，位于中华人民共和国山东省青岛市平度市，是中华人民共和国第三批全国重点文物保护单位之一。